# Capella
Capella (deminutivum k lat. capra = koza, tj. malá koza), Alhajoth (arab. al `ajjūq - nápadný, výrazný) či Alfa Aurigae (α Aur/α Aurigae) je vícenásobná hvězda zdánlivé jasnosti 0,08m, nejjasnější v souhvězdí Vozky a šestá nejjasnější hvězda na noční obloze.
V českých zeměpisných šířkách je Capella cirkumpolární, ale při dolní kulminaci se dostává velmi nízko nad obzor a při hornatějším horizontu za něj na krátkou dobu i zapadá. Capella je také jedním z vrcholů asterismu Zimní šestiúhelník, který usnadňuje orientaci na zimní obloze. Jako jediná hvězda tohoto asterismu je cirkumpolární.

## Systém

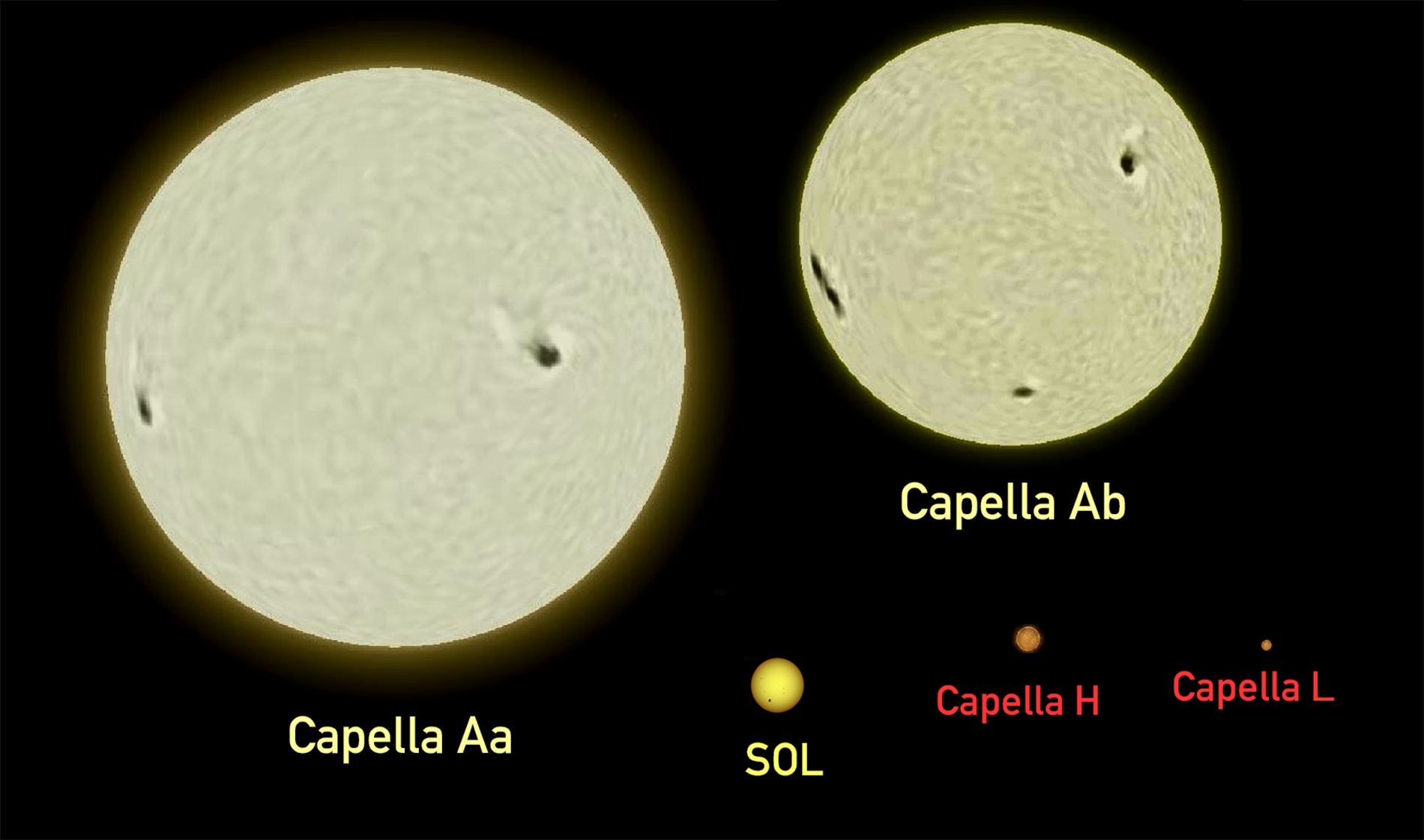
Porovnání velikosti hvězd systému Capella se Sluncem

Capella je čtyřhvězda. Primární složkou je spektroskopická dvojhvězda tvořená dvojicí obrů Capella Aa a Capella Ab. Sekundární složkou je dvojice červených trpaslíků Capella H a Capella L (někdy též označovaní Capella Ha a Capella Hb).
Vzdálenost Capelly od Země je přibližně 43 světelných let.

### Capella Aa+Ab
Capella A je jedna z nejznámějších spektroskopických dvojhvězd. Hlavní složka je žlutý obr spektrálního typu K0, třídy svítivosti III. Má podobnou povrchovou teplotu jako Slunce, avšak průměr 12násobně a svítivost 80násobně větší než Slunce. Průvodcem je také obr, spektrální klasifikace G1, třídy svítivosti III.
Obě složky, hvězdy zdánlivé jasnosti 0,08m a 1,0m, obíhají kolem společného těžiště, vzdálené od sebe 0,74 AU, jednou za 104 dní. Pro pozorovatele ze Země se jedná o dvojhvězdu bez zatmění, tj. jedna hvězda neprochází před druhou.
Capella A je klasifikována jako proměnná hvězda typu RS Canum Venaticorum. Jde o dvojhvězdy s aktivními chromosférami, jejichž aktivita vede k tvorbě rozsáhlých slunečních skvrn. Capella A je netypická tím, že teplejší hvězda (Capella Ab) má aktivnější atmosféru.

### Capella H+L
Dvojici obrů obíhá ve vzdálenosti cca 10 000 AU systém tvořený dvojicí červených trpaslíků spektrální třídy M. V úhlových jednotkách činí vzdálenost od hlavního systému 721 (Capella H) respektive 725 (Capella L) úhlových vteřin.
Oběžná doba této dvojice trpaslíků kolem hlavního systému je odhadována řádově na desetitisíce let.

### Další vizuální průvodci
Capella má několik dalších vizuálních průvodců označovaných Capella B, C, D, E, F a G. Tyto hvězdy se však pouze nacházejí ve stejném hvězdném poli, nemají fyzické vazby na systém.

## Legenda
Capella symbolizuje kozu Amaltheu, která podle řecké mytologie kojila malého Dia na ostrově Kréta. Tam ho jeho matka Rheia skrývala před jeho otcem Kronem, který polykal krátce po narození všechny své děti. Chtěl tím předejít naplnění věštby, podle níž ho jeho vlastní syn svrhne z vladařského trůnu a zabije ho. Když se narodil Zeus, podstrčila jeho matka Rheia svému manželovi místo dítěte zavinutý kámen. Svého syna pak Rheia ukryla v jeskyni v pohoří Ída na Krétě. Před jeskyní předváděli kněží ohlušující pekelné tance, aby Kronos neslyšel dětský pláč. Zeus později z vděčnosti umístil Amaltheu na oblohu a proměnil ji na nejjasnější hvězdu tohoto souhvězdí. Jméno Amalthea nese také jeden z Jupiterových měsíců.